# Moeder Godskapel (Eys)
De Moeder Godskapel is een veldkapel in Eys in de Nederlands Zuid-Limburgse gemeente Gulpen-Wittem. De kapel staat ten westen van het dorp aan de Wittemerweg in een weiland en is markant aanwezig bij het binnen rijden van het dorp.
De kapel is gewijd aan Maria.

## Geschiedenis
In 1696 werd de oorspronkelijke kapel gebouwd. Deze was gewijd aan Moeder Gods, waarvan een beeld in de kapel stond. In 1905 verkeerde de kapel in een zodanig slechte staat, dat deze uit veiligheidsredenen werd afgebroken. Sindsdien is het Moeder Gods-beeld spoorloos.
Tegenover de plaats van de oude kapel werd in een weiland een nieuwe kapel gebouwd, gewijd aan het H. Hart. Maar deze nieuwe kapel blijft in de volksmond nog steeds de 'Moeder-Godskapel' heten.
De inscriptiesteen aan de gevel geeft het oorspronkelijke bouwjaar 1696 aan.
In 1980 werd de kapel grondig gerestaureerd, waarbij onder andere het dak werd vernieuwd. 

## Bouwwerk
De kapel is in Kunradersteen opgetrokken op een rechthoekig grondplan en wordt gedekt door een verzonken zadeldak. In de beide zijgevels is een spitsboogvenster met glas-in-lood aangebracht. De achtergevel en de frontgevel hebben schouderstukken en de frontgevel wordt getopt door een kruis. Hoog in de frontgevel zijn drie grote licht van kleurde zijnde natuurstenen blokken ingemetseld, waarbij op de in middelste smeedijzeren cijfers het jaartal 1696 prijkt. De frontgevel bevat verder de rondboogvormige toegang die wordt afgesloten met een zwart ijzeren hek.
Van binnen is de kapel wit gepleisterd en tegen de achterwand is een altaar geplaatst. In de achterwand zijn drie spitsboogvormige nissen aangebracht waarin beelden geplaatst zijn. In de middelste nis staat een Heilig Hartbeeld, in de linker nis een beeld van Sint-Jozef en in de rechter nis een Mariabeeld van Onze-Lieve-Vrouw van Lourdes.

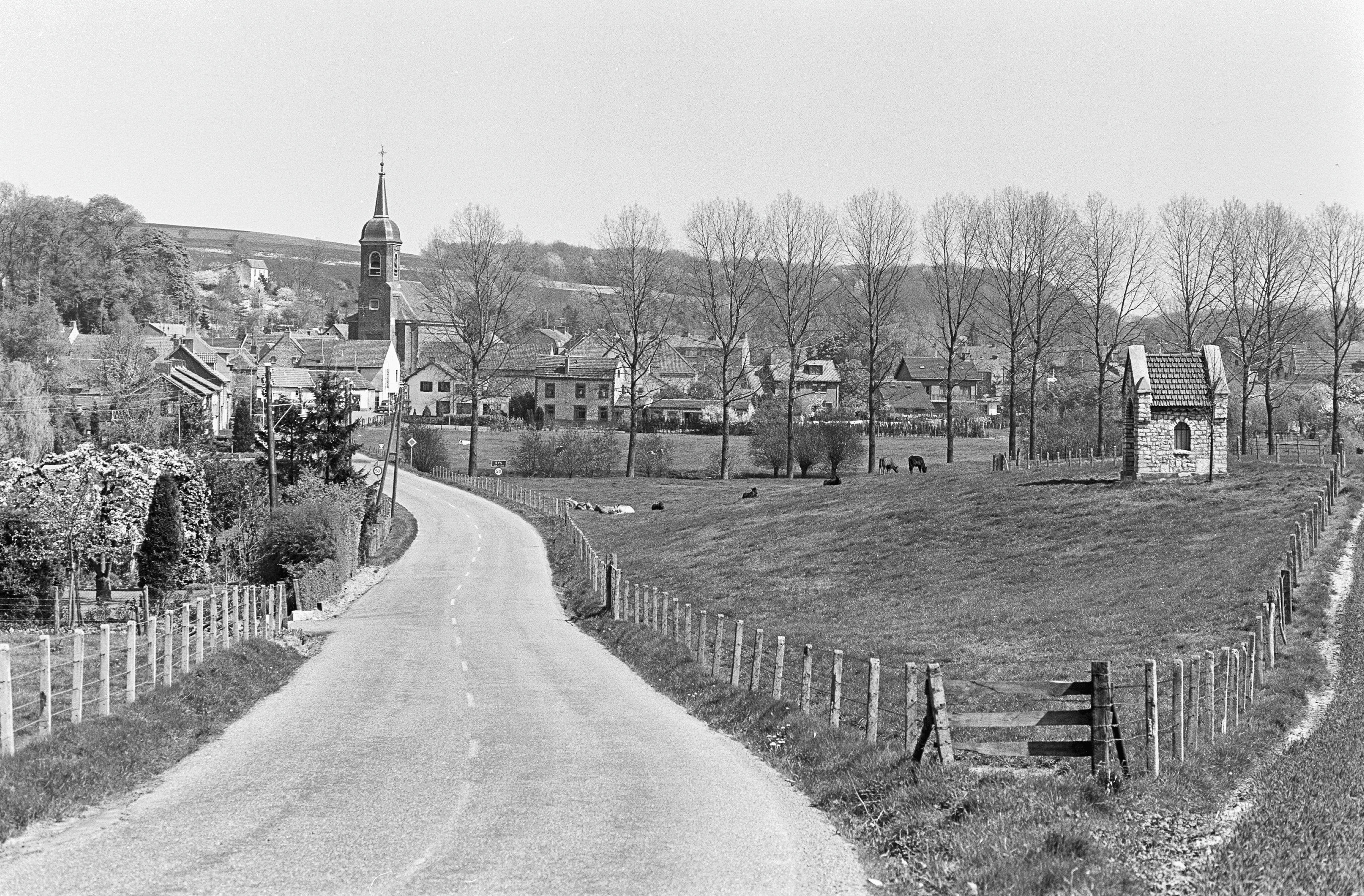
Kapel in 1981, vlak na de renovatie
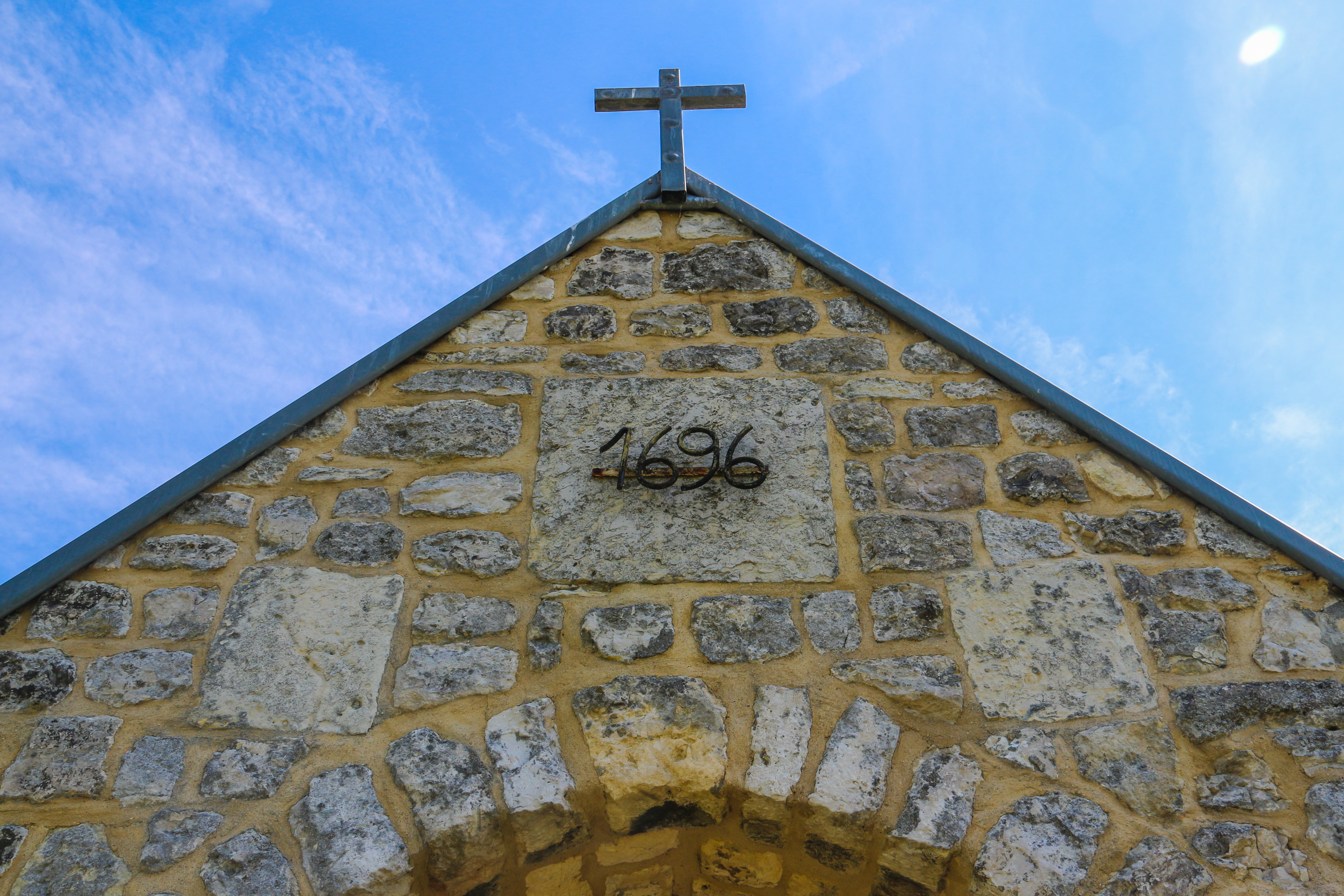
Oorspronkelijk bouwjaar op de gevel
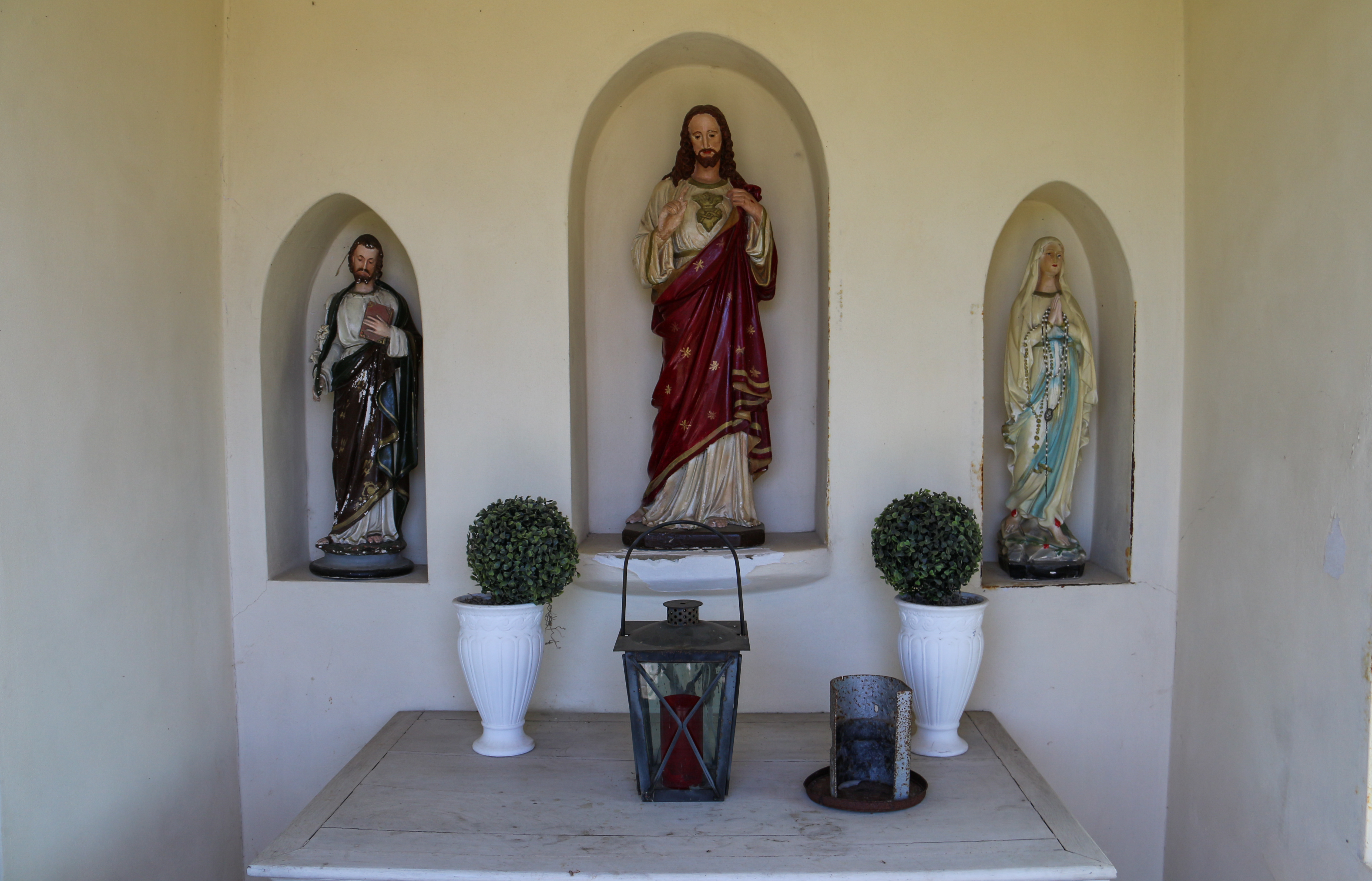
H. Hartbeeld, interieur kapel
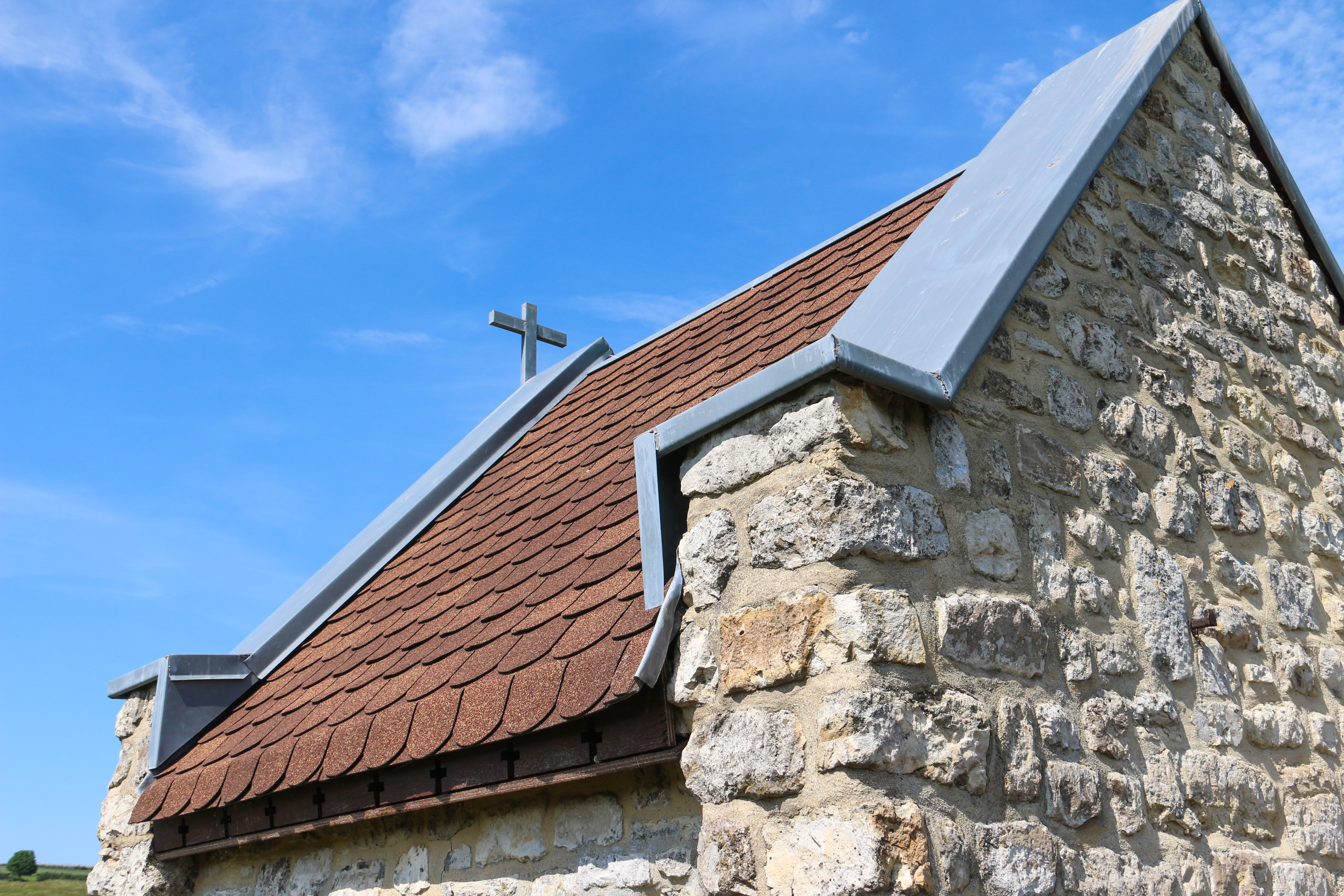
Dak van de kapel
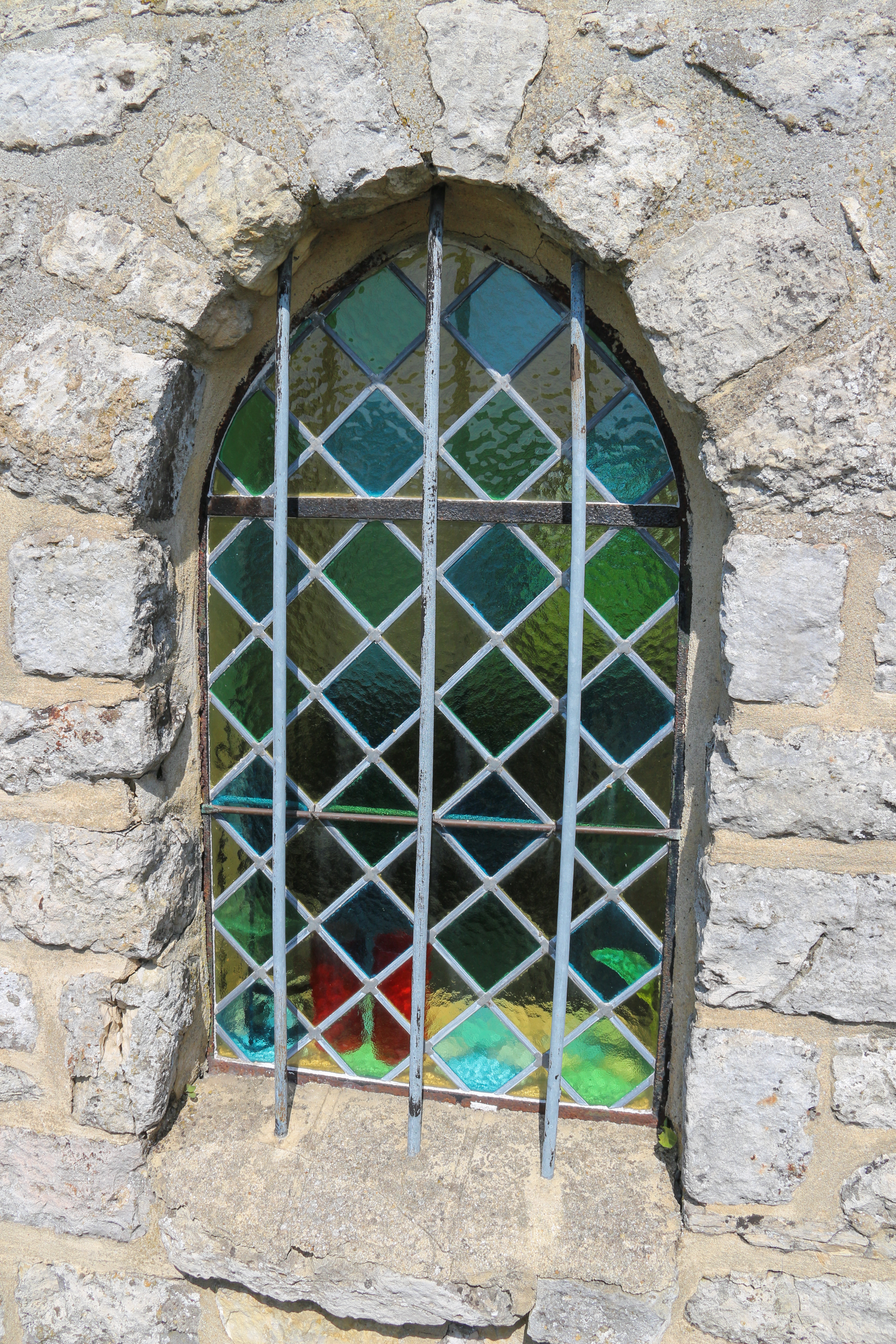
Raam